# 地質溫度壓力計
地質溫度壓力計（英語：Geothermobarometry）
是測量變質岩或侵入火成岩在形成時所經歷的壓力和溫度歷史的科學。 這門科學是兩門科學的組合，包括地質溫度計和地質壓力計。

### 理論
地質溫度壓力計是根據變質岩和火成岩中礦物形成的溫度和壓力而推測，在變質岩中特別有效。測量礦物形成的溫度或壓力有幾種方法可。通過變質岩石中礦物組合之間的化學平衡，或通過測量單個礦物的化學成分。
地質溫度壓力計的基本概念是岩石中礦物之組合是隨著溫度和壓力的變化而改變其成分。當然還需要考慮許多因素，例如氧氣逸度和水分活度。礦物組合之間的基質則需要使用電子微探針或掃描電子顯微鏡 (SEM) 分析組成元素。
地質溫度壓力計的數據是根據人工礦物組合的實驗室研究資料，並用岩石數據來校準。例如，最廣泛的地溫計之一是石榴石-黑雲母關係，其中石榴石和黑雲母中 Fe 和 Mg 的相對比例隨溫度升高而變化。因此測量這些礦物中的Fe-Mg成分就可算結晶溫度。

### 方法

#### 地質溫度計
黑雲母的鈦飽和含量。
石榴石-黑雲母和石榴石-閃石之間的鐵-鎂交換。
易变辉石和輝石之間的Mg-Fe分佈。
金紅石的锆（Zr）含量。
鋯石中鈦（Ti）含量

#### 地質壓力計
石榴石-(Al2SiO5)-二氧化矽(石英)-斜長石的組合
石榴石-斜長石-白雲母-黑雲母的組合首字母縮寫詞
石榴石-斜長石-角閃石-石英。
角閃石 。
礦物組合多是依賴壓力而變，而非溫度。 例如在高壓下，岩漿易結晶出體積較小（密度大）的礦物。這些是古壓力的良好指標。